# Louise de Kéroualle, Duquesa de Portsmouth
Louise Renée de Pennancoet de Kéroualle (6 de setembro de 1649 — Paris, 14 de novembro de 1734) foi dama de companhia de Henriqueta Ana de Inglaterra, duquesa de Orleães e uma amante do rei Carlos II de Inglaterra.

## Biografia
Em 19 de agosto de 1673, o rei Carlos II lhe concedeu os títulos vitalícios de Baronesa Petersfield, Condessa de Fareham e Duquesa de Portsmouth. Em dezembro de 1673, por pedido do rei inglês, Luís XIV de França, lhe concedeu o título de Duquesa de Aubigny.
Depois da morte do rei, retirou-se para o Château de la Verrerie, no seu domínio de Aubigny, onde terminou os seus dias, vindo a falecer em Paris em 1734.

## Descendência
Com o rei teve um filho:
- Carlos Lennox, 1.º Duque de Richmond (29 de julho de 1672 - 27 de maio de 1723), foi marido de Anne Brudenell, com quem teve três filhos, e com sua amante  Jacqueline de Mézières, teve uma filha Renée, que foi amante de seu primo, Carlos Beauclerk, 2.º Duque de St Albans.

Através do filho, Louise é uma ancestral de Diana, Princesa de Gales, que foi casada com Carlos, Príncipe de Gales; Camila, Duquesa da Cornualha, esposa atual de Carlos, Príncipe de Gales, e Sara, Duquesa de Iorque, ex-esposa de André, Duque de Iorque.